# Schodsina
Schodsina (belarussisch Жодзіна; russisch Жодино Schodino) ist eine belarussische Stadt mit etwas über 60.000 Einwohnern in der Minskaja Woblasz, Rajon Smaljawitschy.

## Geografie
Die Stadt liegt etwa 55 Kilometer östlich der Hauptstadt Minsk und etwa 15 Kilometer westlich von Baryssau am Fluss Plisa.

## Geschichte
Schodsina gilt als eine der jüngsten Städte in Belarus, die nach offiziellen Angaben im Jahr 1963 gegründet wurde, als im Ort der Nutzfahrzeughersteller BelAZ die Produktion aufnahm.
Eine Siedlung namens Schodsina wurde jedoch schon 1643 von Bogusław Radziwiłł (belaruss. Bahuslau Radsiwill) gegründet. Die erste Erwähnung datiert auf das Jahr 1688; danach erhielt die Stadt den Namen Bahuslau Pole (= „Bahuslaus Feld“). Das damals zur Woiwodschaft Minsk (der Polnischen Adelsrepublik) gehörige Dorf am Fluss Padschodsinka gehörte zunächst dem Adelsgeschlecht der Radziwills, bevor es 1793 infolge der zweiten Teilung Polens an Russland fiel. Seit dem Bau der Bahnstrecke Moskau – Brest im Jahre 1871 verfügt die Stadt über einen eigenen Bahnhof.
Seit 1924 gehört die Siedlung zum Rajon Smaljawitschy. Im Zuge des Baus mehrerer Fabriken fusionierte Schodsina am 21. Januar 1958 mit den Dörfern Saretschtscha und Kruschynki zur gleichnamigen Siedlung. Ebenfalls im Jahre 1958 wurde das Werk BelAZ gegründet. Seit 1963 hat Schodsina den Status einer Stadt.

## Stadtwappen
Das Stadtwappen wurde am 22. September 1998 angenommen.
Bis heute ist umstritten, wer auf dem Wappen abgebildet ist: die heilige Gottesmutter Maria oder jemand ganz anderes (z. B. eine Art Muttergedenken o. Ä.). Beim Silberschild in den Händen der Gottesmutter mit den darauf dargestellten drei schwarzen, von der Mitte zum Rand des Schildes auseinanderlaufenden Trompeten handelt es sich um das polnische Adelswappen „Trąby“ (Trompeten), welches sich viele Adelsgeschlechter der Rzeczpospolita zu eigen machten, darunter auch die Radziwills.
Die Abbildung der heiligen Gottesmutter verweist auf die unter Katholiken weit verbreitete Verehrung der Jungfrau Maria. Die Darstellung der Gottesmutter ist auch in anderen belarussischen Wappen anzutreffen, so z. B. im Stadtwappen von Minsk.

## Wirtschaft

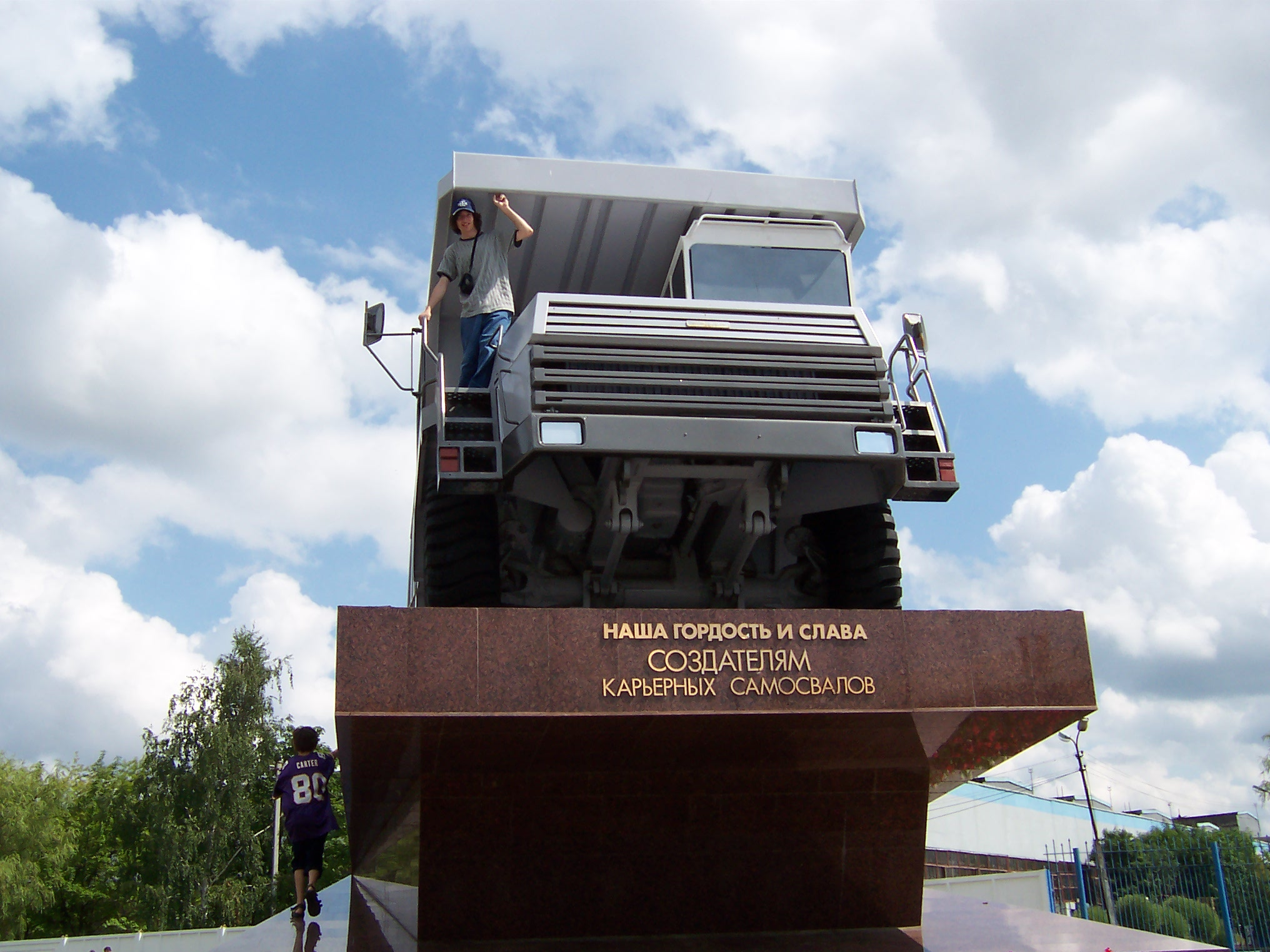
Vor dem Eingangstor zum BelAZ-Werk: Ein Denkmal mit einem Muldenkipper des Herstellers

Der Nutzfahrzeughersteller Belaruski Autamabilny Sawod (kurz BelAZ) stellt den größten Arbeitgeber der Stadt dar. Insgesamt arbeiten mehr als 11.000 Menschen, fast ein Sechstel der Gesamteinwohnerzahl von Schodsina, in den BelAZ-Werken. Die bis zu 250 Tonnen schweren Lkw werden in die ganze Welt verkauft.
Dieses Unternehmen zog seit den 1960er Jahren sehr viele Arbeiter aus der Region an. Somit ist sie vergleichbar mit Städten, die in früheren sozialistischen Staaten aus wirtschaftlichen Bedürfnissen heraus entstanden sind, wie Nawapolazk (Belarus), aber auch mit der erst 1950 gegründeten Planstadt Eisenhüttenstadt in der damaligen DDR.
Ein anderer wichtiger Arbeitgeber ist der Textilhersteller „Switanak“, der Kinder- und Erwachsenenkleidung herstellt. Die Erzeugnisse werden europaweit exportiert.
Neben der Automobil- und der Leichtindustrie sind in der Stadt auch die metall- und holzverarbeitende, die Nahrungsmittel- sowie die Bauindustrie angesiedelt.
Seit den 1990er Jahren zieht es immer mehr Einwohner von Schodsina zum Arbeiten in die Hauptstadt Minsk. Viele Minsker Bürger suchen sich „im Gegenzug“ eine Wohnung in Schodsina, was dazu geführt hat, dass die Preise für Wohnungen in der Kleinstadt immer weiter ansteigen.

## Verkehr und Infrastruktur
Die Stadt befindet sich direkt an der Bahnstrecke Berlin – Warschau – Minsk – Orscha – Moskau und an der Autobahn M1 bzw. Europastraße 30, einer der Hauptverkehrsadern des Landes, die Minsk mit Moskau verbindet. In der Stadt gibt es einen zentralen Busbahnhof mit Busverbindungen nach Minsk, Baryssau und in andere umliegende Städte sowie einen Hauptbahnhof und den Bahnhof Schodsina-Süd.
Schodsina verfügt über zwei Hotels, „Druschba“ (Freundschaft) und „Raniza“ (Morgen).

## Kultur und Sehenswürdigkeiten
Das ehemalige Haus der Familie Kupryjanau fungiert heute als Museum, in dem Alltagsgegenstände der Familie aus der Vorkriegs- und Kriegszeit ausgestellt sind.
Ferner gibt es in Schodsina zwei orthodoxe Kirchen, die Kirche der Gottesmutter Maria und die Michailkirche, sowie eine katholische, die der Maria von Fátima geweiht ist.
Eine besondere Sehenswürdigkeit der Stadt ist die Gedenkstätte für die Gefallenen des Großen Vaterländischen Krieges (1941–1945). Das monumentale Denkmal stellt eine Mutter, A. Kupryjanawa, und ihre fünf Söhne dar, die alle im Krieg fielen. Ein Sohn wurde mit dem Titel „Held der Sowjetunion“ geehrt.

## Bildung
In Schodsina gibt es neun Schulen, zwei Gymnasien, ein Lyzeum mit beruflichem Schwerpunkt sowie ein polytechnisches Technikum (eine Art Berufsschule).

## Sport
Im Ort ist der Fußballverein Torpedo Schodsina ansässig, der in der höchsten Spielklasse im belarussischen Fußball, in der Wyschejschaja Liha, spielt. Hauptsponsor des Vereins ist BelAZ. Bis 1992 hieß der Verein auch BelAZ Schodsina. Die Heimspiele werden im Mehrzweckstadion Torpedo-Stadion ausgetragen, das 3020 Zuschauern Platz bietet.

## Städtepartnerschaften
- Krywyj Rih, Ukraine (2018–2022)

## Söhne und Töchter der Stadt
- Raman Haloutschanka (* 1973), Politiker, von 2020 bis 2025 Ministerpräsident von Belarus
- Anastassija Nowikawa (* 1981), Gewichtheberin
- Nastassja Iwanowa (* 1982), Mittel- und Langstreckenläuferin
- Maryna Nowik (* 1984), Speerwerferin
- Iryna Pamjalowa (* 1990), Kanutin
- Illja Aleksijewitsch (* 1991), Fußballspieler
- Alina Piltschuk (* 2000), Biathletin